# دراسة التطور المبكر التوأمية
دراسة التطور المبكر التوأمية (TEDS) هي دراسة توأمية طولية جارية التنفيذ برآسة الباحث وعالم النفس روبرت بلومين في كلية الملك في لندن. الهدف الرئيسي من الدراسة هو استخدام أساليب علم الوراثة السلوكي لفهم كيف يشرح كل من الطبيعة (الجينات) والتطبع (المحيط) سبب اختلاف الناس من ناحية القدرات المعرفة، القدرات التعمية والتصرفات. بدأت الدراسة سنة 1994 وتتضمن مشاركين من أكثر من 15000 عائلة. تم اختيار المشاركين الأصليين من سجلات ولادة التوائم في المملكة المتحدة من سنة 1994 إلى سنة 1996، تم فحصهم أول مرة عندما بلغوا سنتين من العمر وفحصوا بشكل منتظم بعد ذلك.

## وصلات خارجية
- الموقع الرسمي